# Heilige Familie (Rimou)

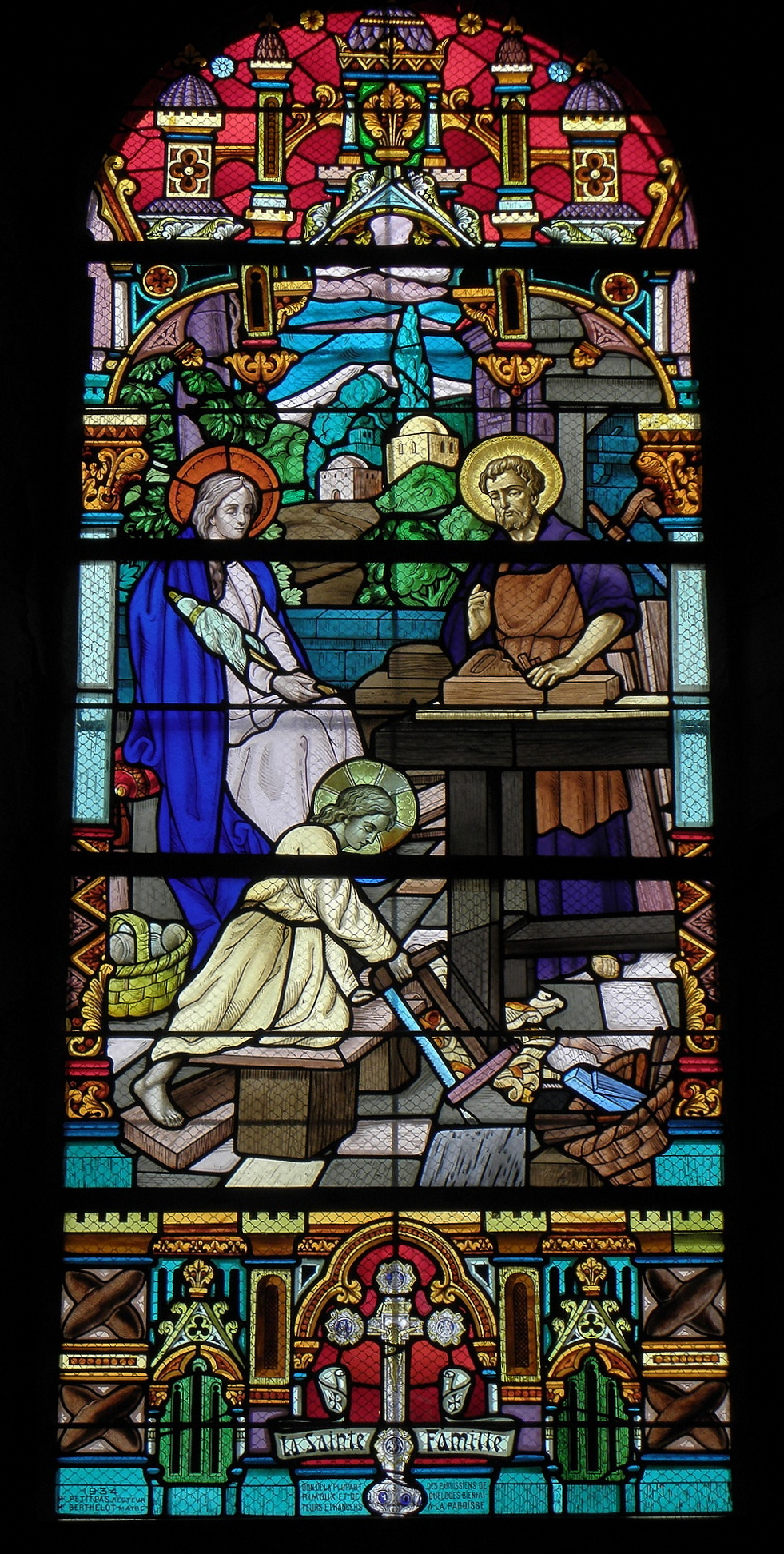
Fenster Heilige Familie in Rimou

Das Fenster Heilige Familie in der katholischen Kirche Notre-Dame in Rimou, einer französischen Gemeinde im Département Ille-et-Vilaine in der Region Bretagne, wurde 1934 vom Atelier Rault geschaffen. Das Bleiglasfenster wurde 1995 als Monument historique in die Liste der geschützten Objekte (Base Palissy) in Frankreich aufgenommen.
Das Fenster Nr. 3 wurde von den Gemeindemitgliedern und einigen auswärtigen Wohltätern gestiftet (siehe Inschrift ganz unten mittig). 
Die Darstellung zeigt die Heilige Familie in der Zimmererwerkstatt von Joseph. Dieser arbeitet mit einem Hobel auf einer Werkbank und davor übt sich das Jesuskind mit einer Gestellsäge. Links von Joseph sitzt Maria mit einer Handspindel. Die ganze Darstellung ist in eine Phantasiearchitektur mit zwei Kuppelbauten eingebettet, rechts und links rahmen Säulen das Bild.
Der untere Bildrand, stark abgetrennt von der Hauptszene, zeigt das  Prozessionskreuz der Kirche Notre-Dame aus dem 16. Jahrhundert, das ebenfalls als Monument historique klassifiziert ist. Links und rechts außen sind Brote zu sehen.
Die beiden Fenster Verkündigung und Krönung Mariens in der Kirche Notre-Dame sind ebenfalls als Monument historique klassifiziert. Sie stammen aus der gleichen Werkstatt.